# Eudokia Ingerina
Eudokia (hay Eudocia) Ingerina (tiếng Hy Lạp: Ευδοκία Ιγγερίνα) (khoảng 840 – 882) là vợ của Hoàng đế Đông La Mã Basileios I, tình nhân của tiên đế Mikhael III, và là mẹ của cả hai Hoàng đế Leon VI và Alexandros và Thượng phụ Stephenos I thành Constantinopolis.

## Gia tộc
Eudokia là con gái của Ingr, một cấm quân gốc Varangia phụng sự hoàng đế. Mẹ bà thuộc dòng họ Martiniake và là một người họ hàng xa của hoàng tộc.

## Tiểu sử
Vì gia tộc của bà theo phái bài trừ thánh tượng, Thái hậu Theodora đã cực lực phản đối họ. Khoảng năm 855 Eudokia trở thành tình nhân của Mikhael III, con trai của Theodora, làm bùng lên cơn giận dữ của mẹ mình và viên quyền thần Theoktistos. Để tránh nguy cơ một vụ bê bối lớn về việc bỏ vợ của mình, Mikhael đã gả Eudokia cho người bạn thân là Basileios nhưng vẫn tiếp tục mối quan hệ này. Basileios được bù đắp lại bằng cô em gái của hoàng đế Thekla coi như tình nhân của riêng mình.
Eudokia đã hạ sinh ra một đứa con trai tên là Leon vào tháng 9 năm 866 và Stephenos vào tháng 11 năm 867. Họ đều là con cái chính thức của Basileios thế nhưng mối quan hệ cha con này vẫn còn bị nghi ngờ, thậm chí cả đến bản thân Basileios. Sự đề bạt kỳ lạ của Basileios thành đồng hoàng đế vào tháng 5 năm 867 khiến cho một số người đồng tình về khả năng rằng ít nhất Leon thực sự là đứa con ngoài giá thú của Mikhael III. Gốc gác đứa con út của Eudokia không phải là một chủ đề gây tranh cãi vì Michael III đã bị ám sát vào tháng 9 năm 867.
Một thập kỷ dưới triều đại của Basileios, Eudokia có dính líu đến một người đàn ông mà hoàng đế đã ra lệnh cạo đầu làm tu sĩ. Năm 882, bà chọn Theophano làm vợ cho thái tử Leon, và ít lâu sau thì qua đời.

## Con cái
Eudokia và Basileios I chính thức có sáu người con: 
- Leon VI (19 tháng 9, 866 – 11 tháng 5, 912), kế vị làm hoàng đế và có thể thực sự là con của Mikhael III.
- Stephenos I (Tháng 11, 867 – 18 tháng 5, 893), thượng phụ thành Constantinopolis, cũng có thể là con của Mikhael III.
- Alexandros (khoảng 870 – 6 tháng 6, 913), kế vị làm hoàng đế vào năm 912.
- Anna (mất 905/12 hay sau đó).  Một nữ tu trong tu viện St Euphemia, Petron.
- Helen (mất 905/12 hay sau đó).  Một nữ tu trong tu viện St Euphemia, Petron.
- Maria (mất 905/12 hay sau đó).  Một nữ tu trong tu viện St Euphemia, Petron.